# Wyatt Earp's Old West
Wyatt Earp's Old West est un jeu vidéo de tir à la première personne développé et édité par Grolier Electronic Publishing, sorti en 1994 sur IBM PC, Windows et Mac.

## Accueil
- Dragon Magazine : 2,5/5[1].
- PC Joker : 47 %[2]